# Norrgavel
Norrgavel AB är ett svenskt familjeägt möbelföretag med huvudkontor i Malmö.
Norrgavel registrerades som bolag 1991 i Lund av arkitekten och möbelsnickaren Nirvan Richter. Den "norrgavel" som gav upphov till företagsnamnet hörde till grannfastigheten på Lilla Södergatan i Lund, där verksamheten startade. Företaget flyttade senare sitt huvudkontor och prototypverkstad till Malmö.
Företaget har en prototypverkstad i Malmö och egna butiker i Stockholm, Nacka, Uppsala, Göteborg, Lammhult och Malmö. Möblerna tillverkas främst på snickerier i Småland, Skåne, Baltikum och Bosnien samt ytbehandlas och monteras i företagets anläggning i Lammhult.
Norrgavel var 1998 det första möbelföretaget i Sverige som fick Svanenmärkning på möbler för hemmiljö.